# Psych-Out
Psych-Out (bra: Busca Alucinada) é um filme norte-americano de drama, musical e suspense, dirigido por Richard Rush. Lançado em 1968, foi protagonizado por Susan Strasberg, Dean Stockwell, Jack Nicholson, Bruce Dern e Max Julien.